# Plachy-Buyon
Plachy-Buyon [plaʃi bɥijɔ̃] (picardisch: Plachy-Bion) ist eine nordfranzösische Gemeinde mit 863 Einwohnern (Stand 1. Januar 2022) im Département Somme in der Region Hauts-de-France. Die Gemeinde liegt im Arrondissement Amiens und gehört zum Kanton Ailly-sur-Noye.

## Geographie

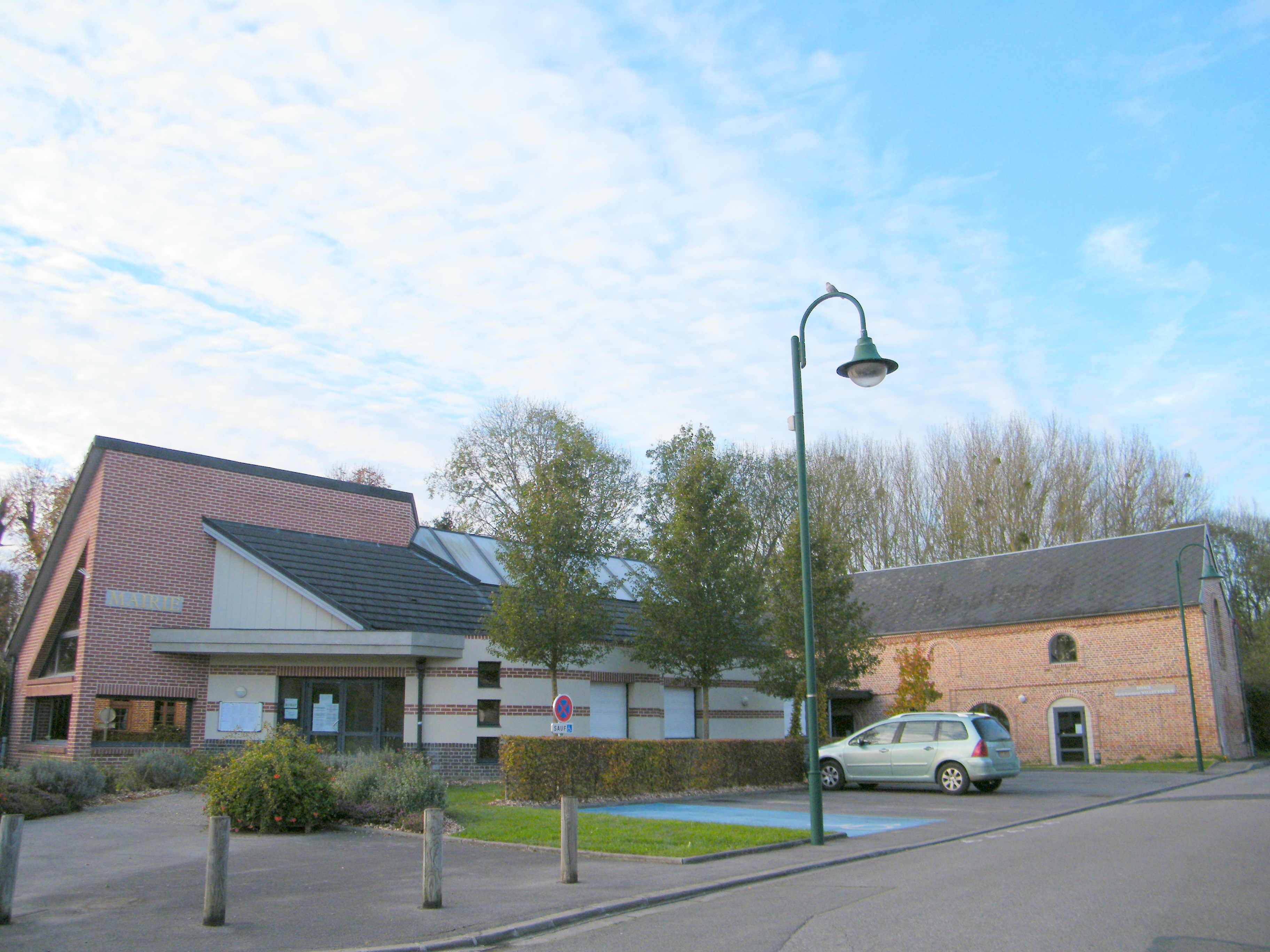
Mairie (Rathaus) und Gemeindesaal

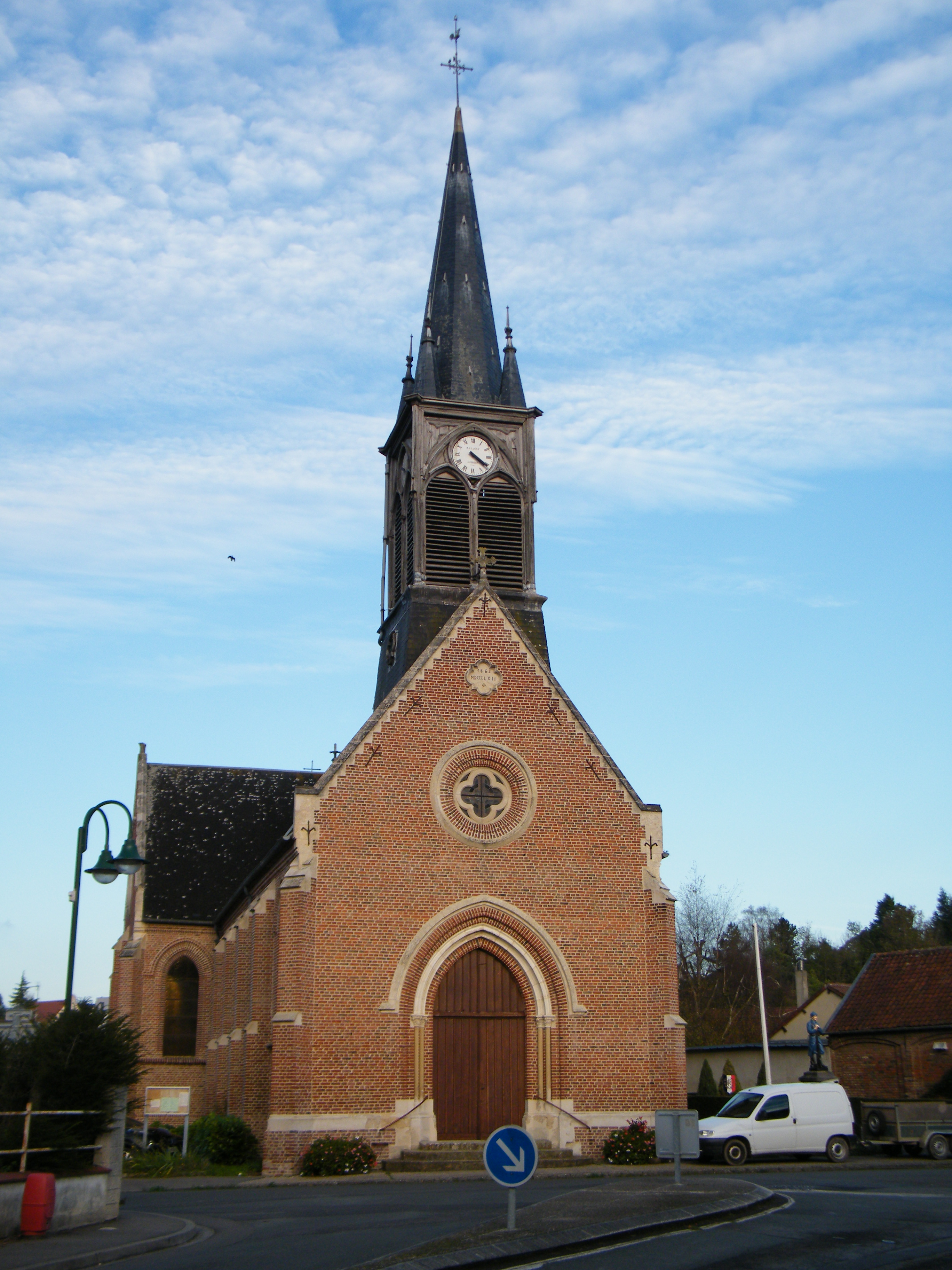
Kirche Saint-Martin

Die mit der Nachbargemeinde Prouzel zusammengewachsene Gemeinde im Tal der Selle erstreckt sich im Osten über die Autoroute A16 hinaus bis zu einer historischen Trasse des Systems der Chaussée Brunehaut und liegt rund zwölf Kilometer südsüdwestlich von Amiens. Die Gemeinde wurde von der seit dem Ende der 1980er Jahre stillgelegten Bahnstrecke von Amiens nach Beauvais durchzogen. Der Siedlungsschwerpunkt und der Ortsteil Boyon liegen am östlichen Ufer der Selle.

## Geschichte
Im Gemeindegebiet finden sich Spuren zweier gallo-römischer Villen.
Plachy wird 1066 als Placeum erstmals erwähnt. Die Herrschaft unterstand dem Kathedralkapitel von Amiens. Der Ort besaß zahlreiche Mühlen, aus einer von ihnen entwickelte sich eine Papierfabrik.

## Einwohner
| 1962 | 1968 | 1975 | 1982 | 1990 | 1999 | 2006 | 2011 |
| ---- | ---- | ---- | ---- | ---- | ---- | ---- | ---- |
| 298  | 340  | 462  | 767  | 799  | 929  | 895  | 899  |

## Verwaltung
Bürgermeister (maire) ist seit 2013 Lionel Normand.

## Sehenswürdigkeiten
- 2006 eingeweihte neue Mairie
- alte Papierfabrik Obry & Cie aus den Jahren 1838 bis 1844
- Kirche Saint-Martin aus dem Jahr 1862 mit einer Skulptur des Titularheiligen aus polychromem Holz aus dem 16. Jahrhundert (Base Palissy PM80001062)